# Gwenddoleu
Gwenddoleu fab Ceidiaw [gwen'ðolei vaːb 'keidjau], auch Gwenddoleu ap Ceidio, († 573) war ein britonischer König aus der Region von Arfderydd, wenige Kilometer nördlich von Carlisle. Er war nach der walisischen Mythologie der Herr und Gönner des Dichters Myrddin Lailoken (Merlin).

## Leben
In der nachrömischen Zeit Britanniens regierte Gwenddoleu in Arfderydd in der Nähe des Hadrianswalles. Der Ort Carwinley soll der Platz seiner Burg Caer Wenddolau (Gwenddoleu's Burg) gewesen sein.
Nach der Überlieferung war Gwenddoleu entweder ein Usurpator oder echter Nachkomme von Coel Hen, dem Herrscher über Hen Ogledd in Südschottland entlang der römischen Grenze zum Norden. Über seine Herrschaft ist fast nichts überliefert, nur sein Tod in der Schlacht von Arfderydd im Jahre 573 u. Z. wird in den Annales Cambriae erwähnt. Das war eines der vielen Gefechte von britonischen Königen um die Herrschaft über das ehemalige römische Britannien nach dem Rückzug der römischen Legionen 410 n. Chr.

## Merlin-Legende
Gwenddoleu kommt in den Artus-Sagen nicht vor, jedoch war sein Berater Myrddin ein literarisches Vorbild für die Figur Merlins im späteren Artusroman. In der Vita Merlini des Geoffrey of Monmouth wird erzählt, dass Myrddin Lailoken in der Schlacht mitkämpfte, beim Anblick von Gwenddoleus’ Tod den Verstand verlor und in die Kaledonischen Wälder flüchtete, wo er als Einsiedler weiterlebte. Auch in den Trioedd Ynys Prydein („Die Triaden der Insel Britannien“) wird diese Schlacht mehrfach erwähnt, die offenbar eine wichtige Rolle in der walisischen Tradition spielte. Hier wird er einmal als einer der „drei getreuen Gastgeber der Insel Britannien“ genannt, in einer anderen Triade einer der drei Kampfstiere der Insel Britannien. Diese Texte sind jedoch verschollen und nur mehr aus Passagen in anderen Berichten rudimentär rekonstruierbar. Auch in den Englynion y Clyweid („Die Sprüche der Weisen“) wird er genannt.